# Tunglot
Tunglot är en klippa i Finland.   Den ligger i kommunen Pargas i den ekonomiska regionen  Åboland  och landskapet Egentliga Finland, i den sydvästra delen av landet, 190 km väster om huvudstaden Helsingfors.
Terrängen runt Tunglot är mycket platt. Havet är nära Tunglot åt nordväst. Runt Tunglot är det mycket glesbefolkat, med 7 invånare per kvadratkilometer. Närmaste större samhälle är Korpo, 2,8 km öster om Tunglot. 